# Francisco Moragas Barret

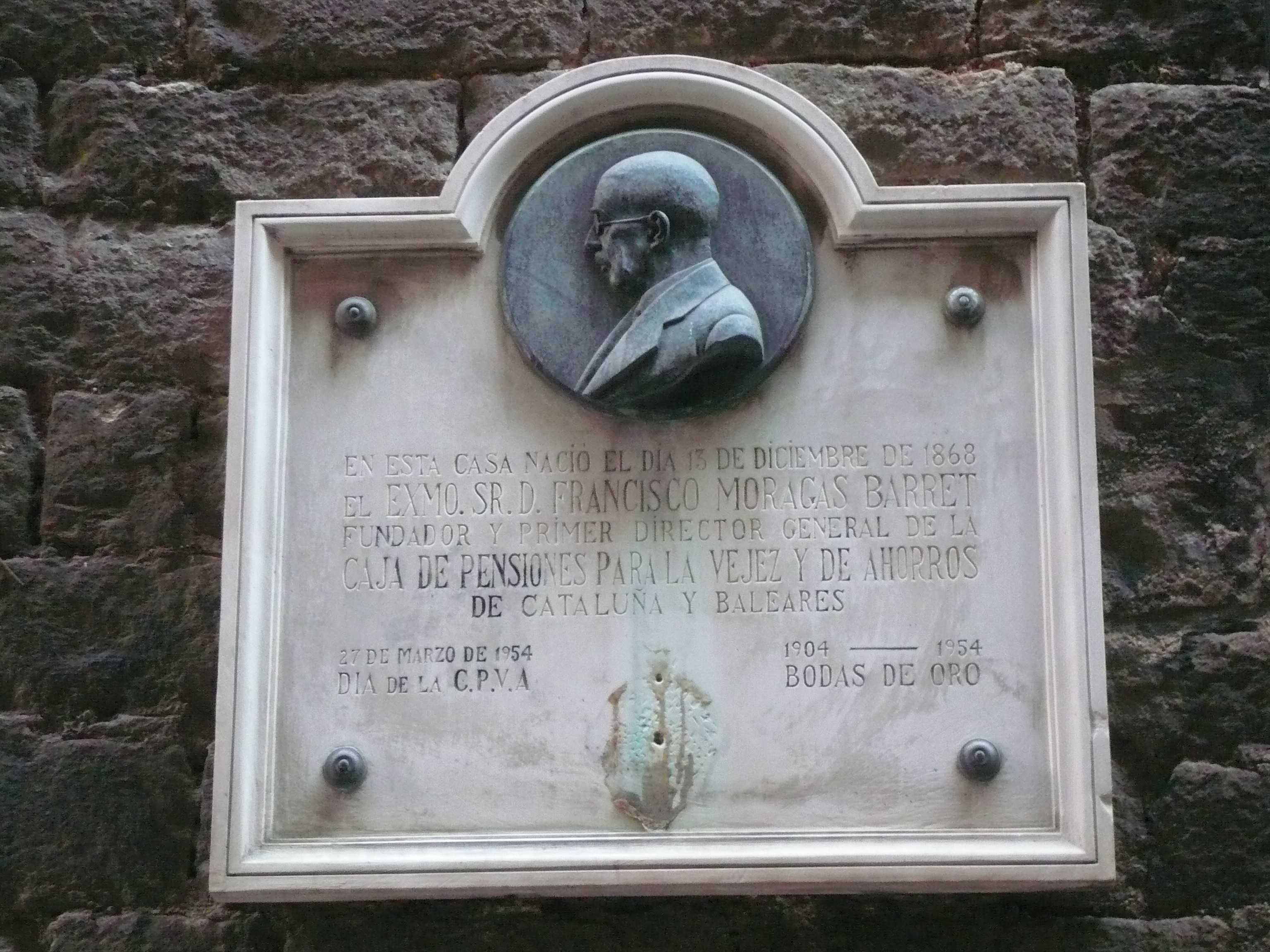
Placa conmemorativa en la casa natal, calle Lledó, 7 (Barcelona).

Francisco de Moragas Barret (Barcelona 1868 -1935), también Francesc de Moragas Barret, fue un abogado y economista español.

## Datos biográficos
Nació en Barcelona, en la casa familiar conocida como Can Frares. Hijo de Arístides de Moragas y Consuelo Barret Carafí, perteneciente esta última a la conocida familia Barret de Can Barret (finca vecina a Can Frares), continuó la tradición familiar por la abogacía, convirtiéndose tras la muerte de su padrastro en director de la revista Los Seguros.[cita requerida]
Posteriormente, junto con Luis Ferrer-Vidal y Soler, presidente de Fomento del Trabajo Nacional, fundó la Caja de Pensiones para la Vejez y de Ahorros (1904), más conocida como La Caixa, de la que fue su primer director general, y Ferrer-Vidal su primer presidente. Creó numerosas instituciones benéficas, como los Homenajes a la Vejez, el Instituto de la Mujer Trabajadora, el Amparo de Santa Lucía para ciegos, la Obra de las Colonias infantiles y sociales obreras, la Clínica Maternal y el Instituto de Servicios Sociales, entre otros.[cita requerida]
Fue consejero adjunto de la Mancomunidad de Cataluña. En 1930, recibió la Gran Cruz de Beneficencia y fue condecorado por el gobierno francés.[cita requerida]
| Predecesor: nueva creación | Director general de La Caixa 1904-1935 | Sucesor: José María Boix Raspall |

## Obras
- Jerarquía de las instituciones de previsión social (1912)
- Armonías entre el seguro social y mercantil (1914)